# 园岭街道

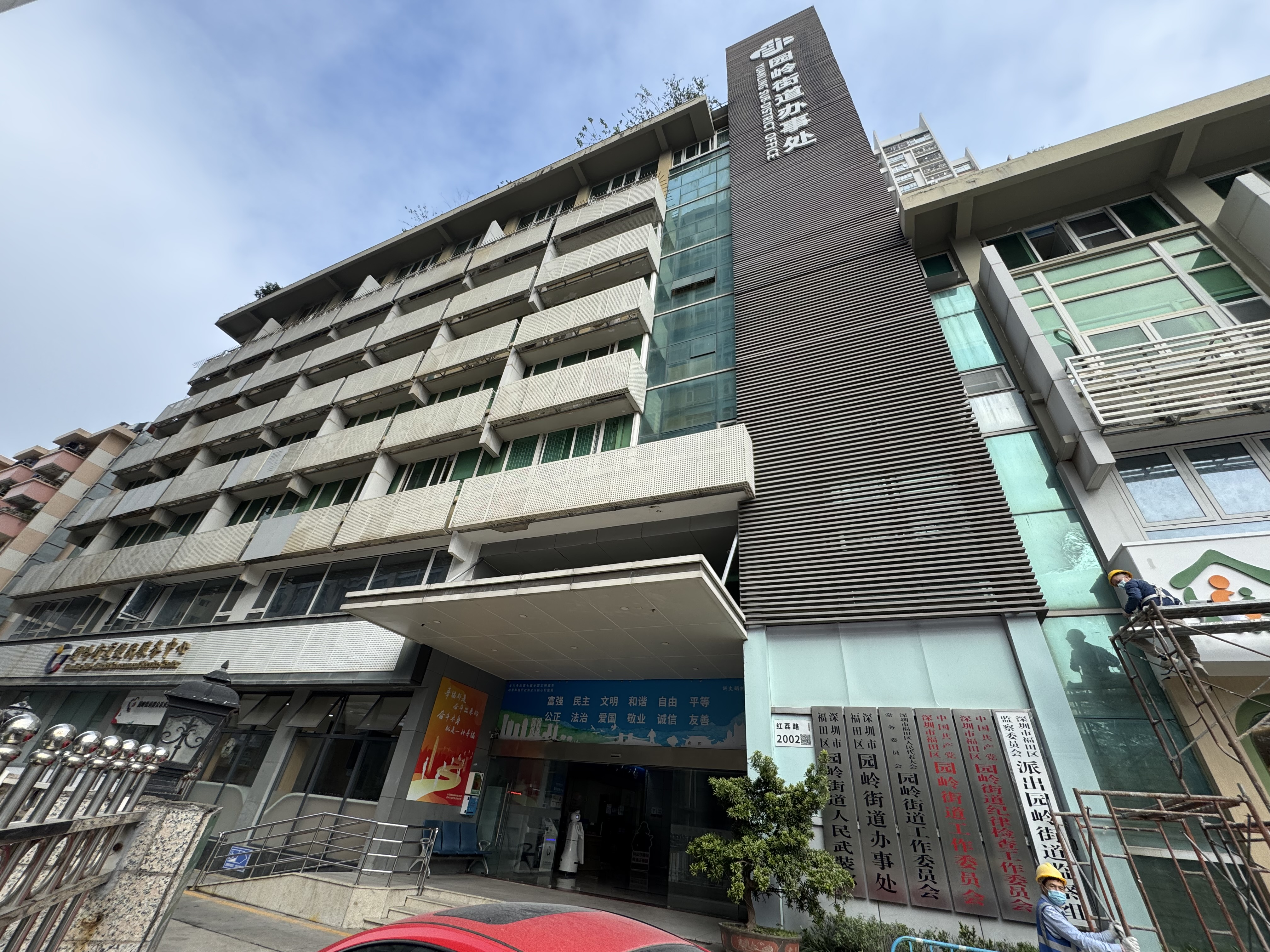
园岭街道办事处

园岭街道，旧名园头岭，是中华人民共和国广东省深圳市福田区下辖的一个乡镇级行政单位。名称取自街道内著名花园小区——园岭新村。其境内的百花片区因汇集了深圳实验学校中学部、小学部、荔园小学北校区、百花小学等知名学校而被人所熟知。

## 行政区划
园岭街道下辖以下地区：
红荔社区、园东社区、长城社区、鹏盛社区、上林社区、华林社区和南天社区。